# Mercedes-AMG MV Agusta F3 800
Mercedes-AMG MV Agusta F3 800 – Спортивный мотоцикл родстер совместной разработки итальянской компании MV Agusta и немецкой компаниии Mercedes-AMG. Серийно выпускающийся с 2014 года и пришедший занять сегмент мотоциклов у компании Mercedes-Benz. Многие компоненты производятся на фабрике Mercedes-AMG GmbH в Людвигсбурге.

## История
Mercedes-AMG MV Agusta F3 800 был представлен в 2013 году на выставке во Франкфурте. Мотоцикл был разработан в сотрудничестве Mercedes-AMG GmbH и MV Agusta, поскольку 25% контрольных пакетов акций принадлежало компании Mercedes-Benz, началась совместная разработка мотоцикла, для представления интересов Mercedes-Benz в мотоиндустрии и мотоспорте. Серийное производство началось в Апреле 2014 года. Сборка происходит в Милане, при этом большая часть компонентов до 2018 года собирались на заводе Mercedes-AMG GmbH в Зиндельфингене. Начиная с Августа 2018, было налажено производство компонентов для мотоцикла в  Людвигсбурге.

## Двигатель
MV Agusta F3 800 AMG оснащается рядным трехцилиндровым двигателем объемом 798 см³ с четырехклапанными головками и эффективной системой жидкостного охлаждения с двумя отдельными радиаторами. С титановым выхлопом Akrapovic, входящим в набор гоночных деталей, силовой агрегат развивает мощность 155 л.с./13250 об/мин и крутящий момент 88 Нм/10100 об/мин. Первую сотню мотоцикл проходит за 2.9 секунды. Максимальная скорость ограничена на отметке 260 км/ч.

## Оснащение
Как и остальные мотоциклы MV Agusta, модель F3 800 2022 оснащается компонентами от признанных мировых поставщиков – AMG, Brembo, Marzocchi, Sachs, Continental и Pirelli. Лёгкая и жесткая пространственная рама из стальных труб, а также передняя полностью регулируемая вилка перевёрнутого типа Marzocchi и задний полностью регулируемый моноамортизатор Sachs. Продвинутые 8-уровневая система стабилизации и АБС Continental MK100 с функцией предотвращения стоппи и гоночным режимом, а также 4 карты настроек двигателя и тормозная система AMG.